# Josef Churavý

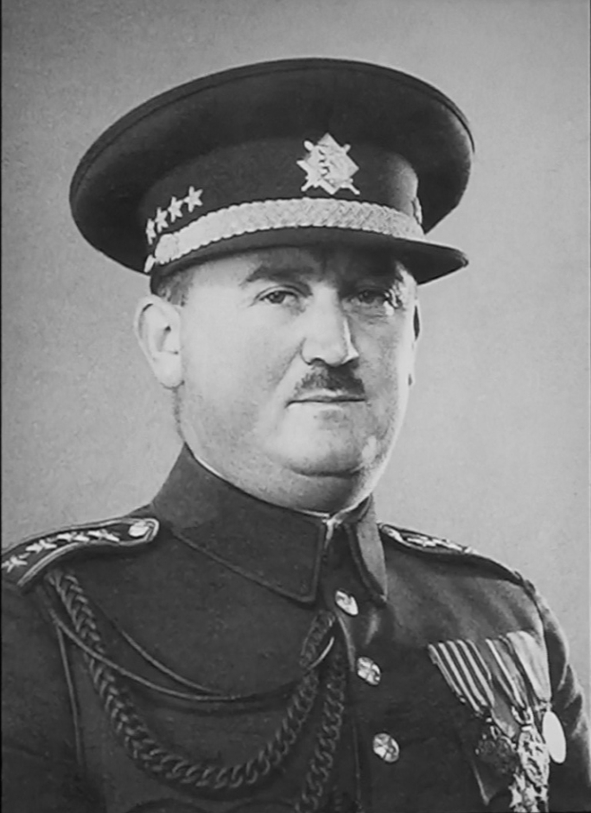
Josef Churavý (1938)

Josef Churavý (* 27. Oktober 1894 in Olmütz; † 30. Juni 1942 in Prag) war ein tschechoslowakischer Soldat, Legionär und General sowie als führendes Mitglied der Widerstandsgruppe Obrana národa eine Persönlichkeit des tschechoslowakischen Widerstandes 1939–1945 gegen den Nationalsozialismus. Der Oberst Churavý (Brigadegeneral in memoriam) war einer der Verbindungsoffiziere der Gruppe Obrana národa in der Dachorganisation des Widerstandes ÚVOD.

## Leben
Josef Churavý beendete den Besuch einer Realschule in Prag (1905–1912) und studierte danach ab 1912 an der Technischen Universität ebendort, bis er nach dem Kriegsausbruch 1914 in die österreichische Armee einrücken musste. Im August 1915 wurde er an die russische Ostfront geschickt, wo er zwei Monate später in die russische Gefangenschaft geriet. Nach dem Aufenthalt in einigen Gefangenenlagern meldete er sich im November 1917 in die Tschechoslowakischen Legionen. Er diente als Befehlshaber in der Artillerie unter anderem in Irkutsk.
Nach seiner Rückkehr in die Tschechoslowakei blieb Churavý weiterhin in der Armee. Er besuchte verschiedene Kurse, unter anderem in der Schule des Generalstabs der Armee, und als Oberleutnant besuchte er schließlich die Kriegshochschule in Prag. Nachdem er das Studium 1923 beendet hatte, bekam er dort 1924 die Professur für Ballistik und Geographie. Später diente er in der Artillerie, wo er verschiedene Befehlsfunktionen ausübte. Ende 1938 wurde Churavý – als Oberst – stellvertretender Befehlshaber des Vojenský zeměpisný ústav (VZÚ, Militärisches geographisches Institut).
Nach der Besetzung des Landes und Errichtung des Protektorats Böhmen und Mähren versuchte Churavý, das gesamte Material des Instituts, insgesamt 25 LKWs, vor dem Zugriff der deutschen Besatzungsmacht zu retten. Die Aktion wurde jedoch verraten, Churavý musste fliehen und wurde in Abwesenheit am 9. Juli 1940 durch ein Militärtribunal wegen Sabotage zum Tode verurteilt. Fortan wirkte er in Illegalität unter verschiedenen Decknamen. Er gehörte zu den aktivsten Mitarbeitern der (militärischen) Widerstandsgruppe Obrana národa (ON), die er in der Dachorganisation des Widerstandes ÚVOD vertrat, er arbeitete ebenfalls in der Widerstandsgruppe Petiční výbor Věrni zůstaneme (PVVZ) und beteiligte sich aktiv an der Ausarbeitung des Programms des tschechoslowakischen Widerstandes. Er arbeitete eng mit Václav Morávek, Josef Mašín und Josef Balabán aus der Widerstandsgruppe Tři králové (Drei Könige) zusammen. Er hatte auch Kontakt zum Doppelagenten Paul Thümmel, bekannt als A-54, der wichtige Informationen für die Tschechoslowakische Exilregierung in London und dadurch auch für die Alliierten lieferte. Churavý sorgte für geheime Unterkünfte für aus England ankommende tschechoslowakische Fallschirmspringer, besorgte Ersatzteile für geheime Kurzwellensender usw.
Infolge einer erzwungenen Aussage wurde Churavý am 9. Oktober 1941 verhaftet. Er wurde mehrere Wochen gefoltert, gab jedoch keine Informationen preis. Am 30. Juni 1942 wurde er – zum zweiten Mal – durch ein Standgericht in Prag zu Tod verurteilt und noch am gleichen Tag, zusammen mit einigen anderen Verurteilten aus der Widerstandsgruppe Obrana národa, hingerichtet. 1946 wurde Churavý zum Brigadegeneral in memoriam befördert.

## Auszeichnungen
- Tschechoslowakisches Kriegskreuz 1914–1918
- Tschechoslowakische Revolutionsmedaille
- (Tschechoslowakische Siegesmedaille 1918)
- Ehrenlegion (Ordre national de la Légion d'Honneur)
- Orden des litauischen Großfürsten Gediminas
- Tschechoslowakisches Kriegskreuz 1939 (in memoriam)